# Lystridea uhleri
Lystridea uhleri är en insektsart som beskrevs av Baker 1898. Lystridea uhleri ingår i släktet Lystridea och familjen dvärgstritar. Inga underarter finns listade i Catalogue of Life.